# Gekon białoplamy
Gekon białoplamy (Tarentola annularis) – gatunek gada łuskonośnego z rodziny Phyllodactylidae występujący w północnej połowie Afryki.

## Opis
Zwierzę osiąga 18 cm długości, posiada jasnobrązową lub jasnoszarą, ciemno nakrapianą barwę ciała. Na karku znajdują się charakterystyczne cztery białe plamki. Żywi się owadami. W okresie rozrodczym samica składa 2 jaja.